# Itingen

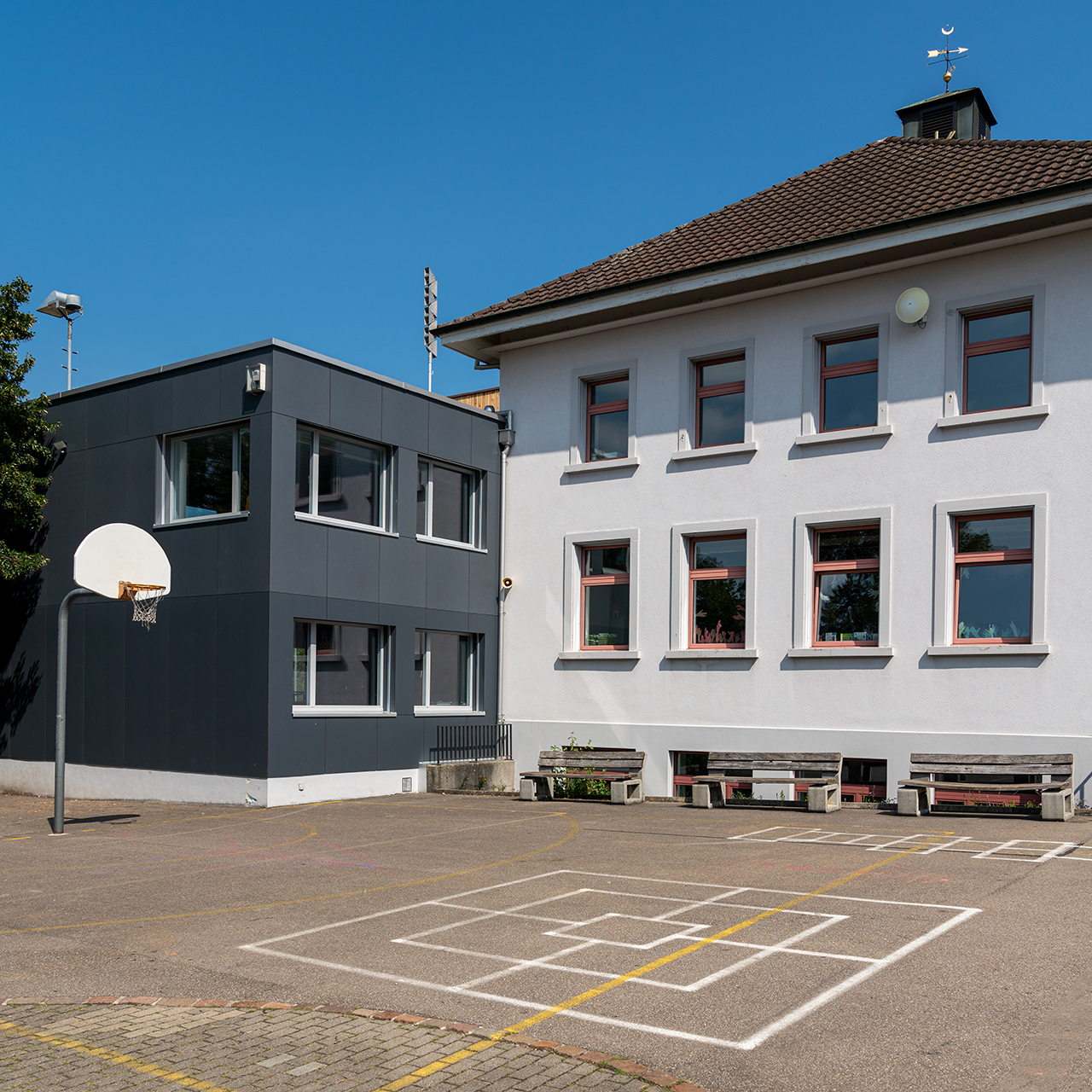
Skolhus i Itingen.

Itingen är en ort och kommun i distriktet Sissach i kantonen Basel-Landschaft, Schweiz. Kommunen har 2 441 invånare (2023).